# Inger Södergren
Inger Södergren (* 25. Februar 1947) ist eine schwedische Pianistin.

## Leben
Södergren begann ihre musikalische Ausbildung in Stockholm und setzte sie in Wien und Salzburg bei Carlo Zecchi und in Frankreich bei Nadia Boulanger und Yvonne Lefébure fort. Mit ihrem Repertoire von Kompositionen Ludwig van Beethovens, Robert Schumanns, Johannes Brahms’ und anderer begann sie eine internationale Laufbahn mit Auftritten in Paris, London, Berlin, Mailand, Madrid, Amsterdam, Stockholm, New York und Tokio, am Théâtre du Châtelet, dem Concertgebouw und dem Tōkyō Bunka Kaikan, beim Festival La Roque d'Antheron und bei Radio France. In Paris nahm sie an den Konzertzyklen Piano quatre étoiles, Les grands concerts am Théâtre des Champs-Élysées und Les grands interprètes in der Salle Gaveau.
Ab 1994 bildete Södergren mit der Altistin Nathalie Stutzmann ein Duo und nahm mit ihr beim Label RCA Lieder von Robert Schumann, Johannes Brahms, Ernest Chausson und Francis Poulenc auf. Bei Calliope erschienen ihre Aufnahmen von Franz Schuberts Winterreise und Schwanengesang.  Södergrens Aufnahmen wurden mehrfach ausgezeichnet, u. a. dreimal mit dem Diapason d’or, sechs Mal mit dem Choc – Le Monde de la musique und dem Grand Prix du Disque der Akademie Charles Cros.